# Jasper (Alberta)

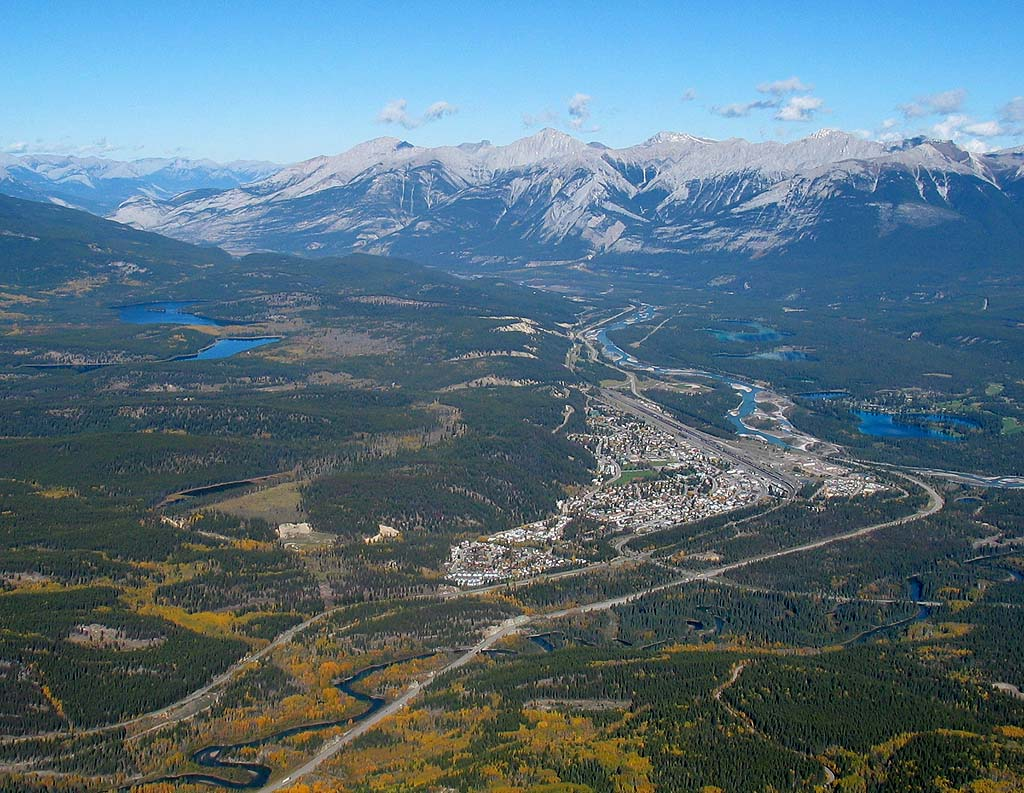
Jasper, na província de Alberta

Jasper é uma municipalidade localizada no Parque Nacional Jasper, na província de Alberta no Canadá, próxima à fronteira com a província de Colúmbia Britânica, nas Montanhas Rochosas. Situa-se a 287 km do município de Banff, 362 km de Edmonton, 413 km de Calgary e a 863 km de Vancouver (Colúmbia Britânica). Sua altitude é de 1 062 metros acima do nível do mar.